# Bismarckglasögonfågel
Bismarckglasögonfågel (Zosterops hypoxanthus) är en fågel i familjen glasögonfåglar inom ordningen tättingar.

## Utseende och läte
Bismarckglasögonfågeln är en liten och mestadels gul fågel med tydlig vit ring kring ögat. Den är svartaktigt på huvudet, banangul på strupe och undersida samt olivgrön på nacke, rygg och vingar. På ving- och stjärtpennor syns svarta kanter. Bland lätena hörs en klingande sång liksom "zching" och "sip sip". 

## Utbredning och systematik
Bismarckglasögonfågel delas in i tre underarter:
- Z: h. hypoxanthus – förekommer i Bismarckarkipelagen (Niu Briten, Uatom och Mioko)
- Z. h. ultimus – förekommer i Bismarckarkipelagen (Lavongai och Niu Ailan)
- Z. h. admiralitatis - förekommer på ön Manus (Amiralitetsöarna)

## Levnadssätt
Bismarckglasögonfågeln hittas i skogar, skogsbryn, öppna plantage och trädgårdar.

## Status
Trots det begränsade utbredningsområdet och att den tros minska i antal anses beståndet vara livskraftigt av internationella naturvårdsunionen IUCN. 